# Jos-Nosbaum-Stadion
Das Jos-Nosbaum-Stadion (französisch Stade Jos Nosbaum) ist ein Fußballstadion in der luxemburgischen Stadt Düdelingen. Es ist die Heimspielstätte des Fußballvereins F91 Düdelingen und gelegentlich Ausweichplatz des Baseballvereins Dudelange Red Sappers.
Die Anlage bietet 2.558 Plätze. Auf der Haupttribüne befinden sich 592 überdachte Sitzplätze. Auf der Gegenseite noch einmal 966 Sitzplätze unter freiem Himmel. Hinzu kommen 1.000 unüberdachte Stehplätze im Stadion.

## Spiele der UEFA U-17 EM 2006
| 3. Mai 2006 U-17 EM 2006, Gruppe B |   |            |           |
| Serbien                            | – | Tschechien | 1:2 (0:0) |
| 5. Mai 2006 U-17 EM 2006, Gruppe B |   |            |           |
| Belgien                            | – | Serbien    | 1:1 (0:0) |

## Galerie

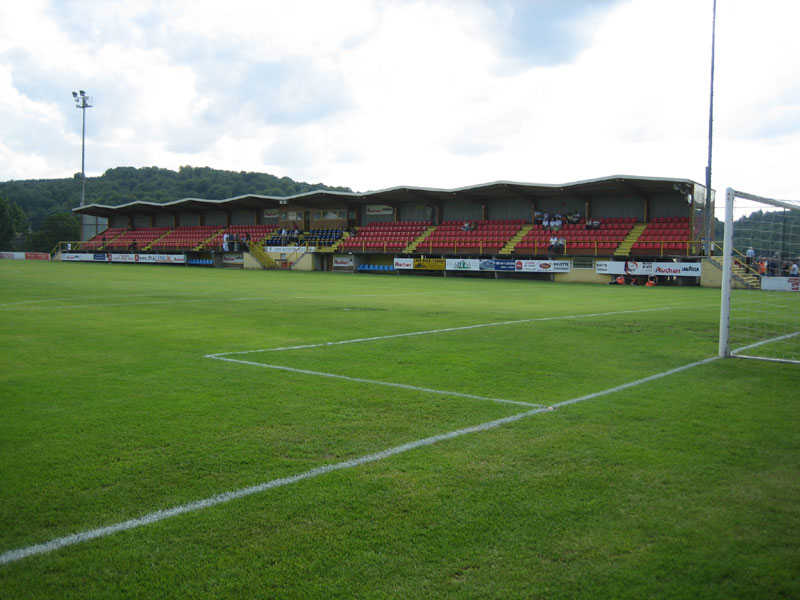
Haupttribüne des „Stade Jos Nosbaum“
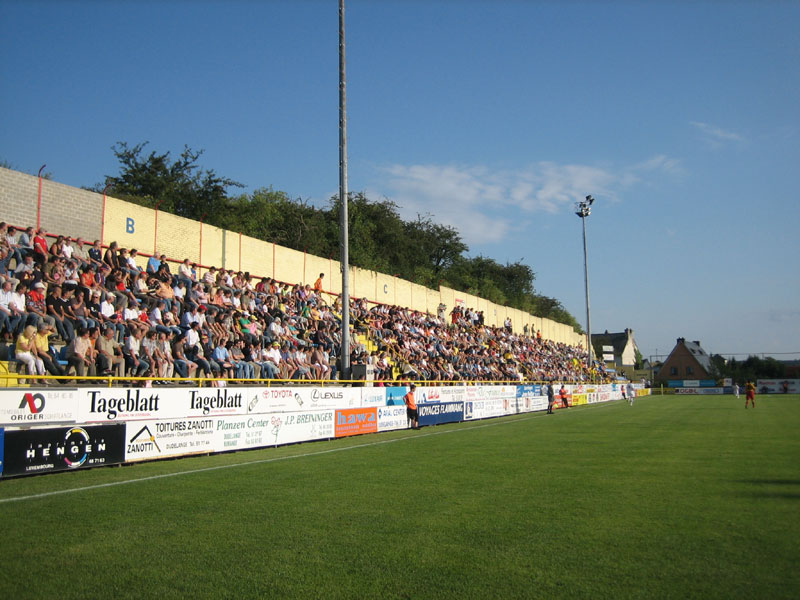
Ausverkaufte Gegentribüne des „Stade Jos Nosbaum“
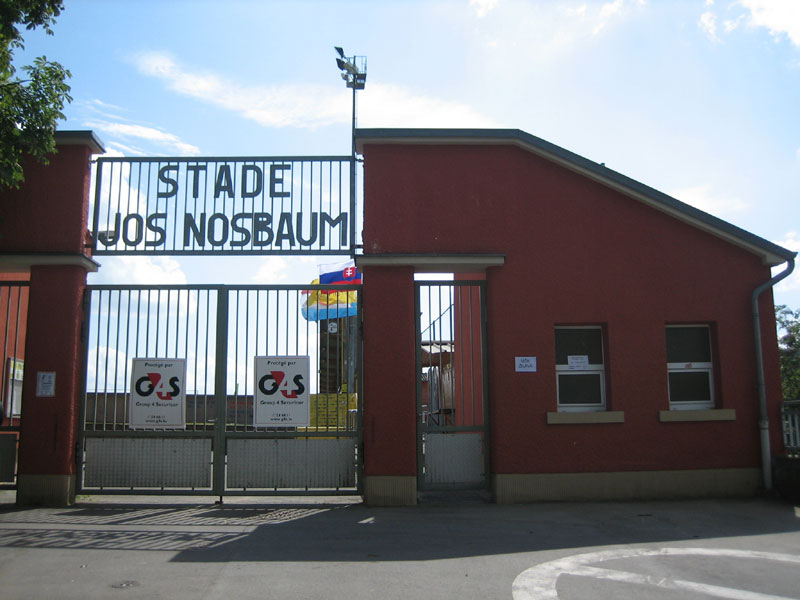
Stadiontor des „Stade Jos Nosbaum“